# Fußballer des Jahres (Kanada)

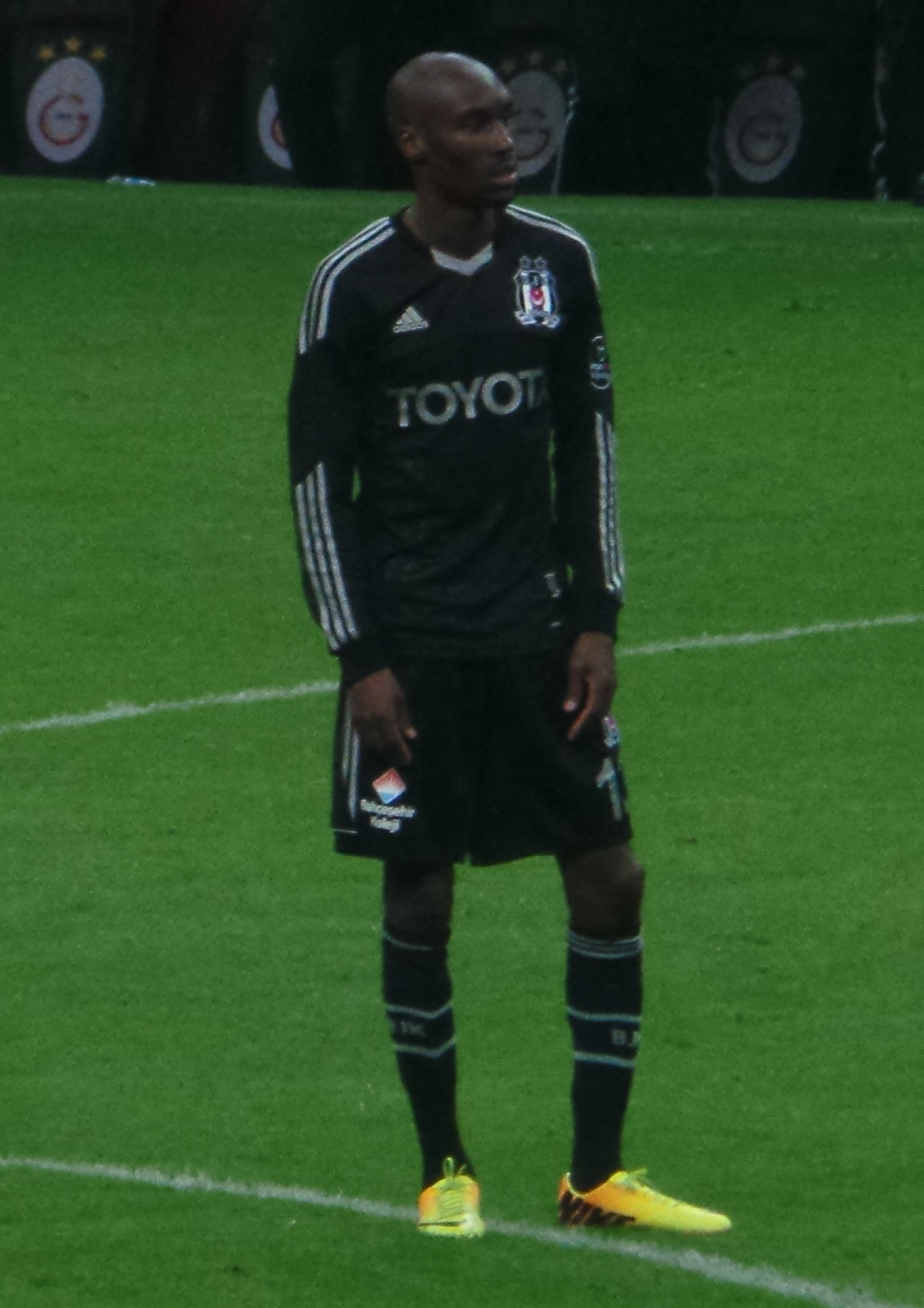
Atiba Hutchinson, Rekordpreisträger

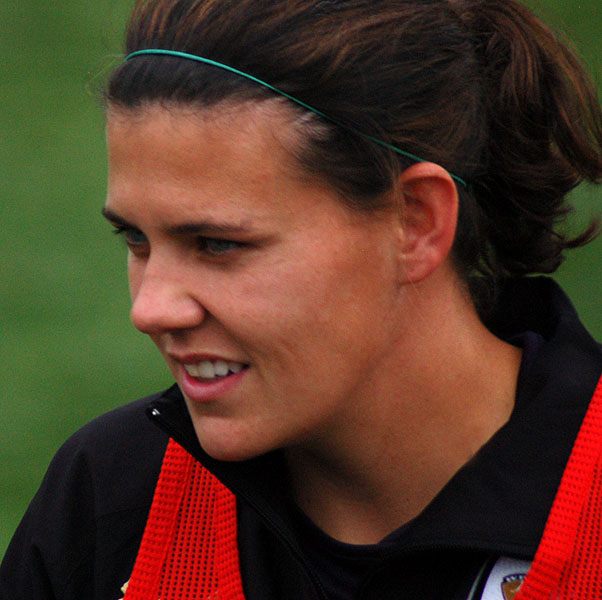
Christine Sinclair, Rekordpreisträgerin

Als BMO Canadian Player of the Year wird seit 1993 der beste Fußballspieler und zudem seit 1994 die beste Fußballspielerin Kanadas gewählt, wobei sowohl die Leistungen in den Vereins- als auch Nationalmannschaften gewürdigt werden. Die beiden Preisträger gelten als Co-Sieger. Seit 2007 wird die Wahl von den kanadischen Medien und Trainern vorgenommen. Rekordhalterin ist Rekordnationalspielerin Christine Sinclair mit 14 Titeln, die als 17-Jährige im Jahr 2000 erstmals ausgezeichnet wurde und zwischen 2004 und 2014 elfmal in Folge gewählt wurde. Bei den Männern wurde Atiba Hutchinson am häufigsten (sechsmal) gewählt. Die Preisträger 1997, 1999, 2000, 2001, 2003 und 2004 wurden erst im Jahr 2012 durch den kanadischen Verband bestimmt. Neben der Wahl zum Fußballer des Jahres gibt es bei den Canadian Player Awards eine Reihe weiterer Auszeichnungen.
| Jahr                | Male BMO Canadian Player of the Year | Female BMO Canadian Player of the Year |
| ------------------- | ------------------------------------ | -------------------------------------- |
| 1993                | Alex Bunbury (1)                     | nicht vergeben                         |
| 1994                | Craig Forrest (1)                    | Charmaine Hooper (1)                   |
| 1995                | Alex Bunbury (2)                     | Charmaine Hooper (2)                   |
| 1996                | Paul Peschisolido                    | Geraldine Donnelly (1)                 |
| 1997 (nachträglich) | Mark Watson                          | Janine Helland                         |
| 1998                | Tomasz Radzinski                     | Silvana Burtini                        |
| 1999 (nachträglich) | Jim Brennan                          | Geraldine Donnelly (2)                 |
| 2000 (nachträglich) | Craig Forrest (2)                    | Christine Sinclair (1)                 |
| 2001 (nachträglich) | Paul Stalteri (1)                    | Andrea Neil                            |
| 2002                | Jason de Vos                         | Charmaine Hooper (3)                   |
| 2003 (nachträglich) | Pat Onstad                           | Charmaine Hooper (4)                   |
| 2004 (nachträglich) | Paul Stalteri (2)                    | Christine Sinclair (2)                 |
| 2005                | Dwayne De Rosario (1)                | Christine Sinclair (3)                 |
| 2006                | Dwayne De Rosario (2)                | Christine Sinclair (4)                 |
| 2007                | Dwayne De Rosario (3)                | Christine Sinclair (5)                 |
| 2008                | Julian de Guzmán                     | Christine Sinclair (6)                 |
| 2009                | Simeon Jackson                       | Christine Sinclair (7)                 |
| 2010                | Atiba Hutchinson (1)                 | Christine Sinclair (8)                 |
| 2011                | Dwayne De Rosario (4)                | Christine Sinclair (9)                 |
| 2012                | Atiba Hutchinson (2)                 | Christine Sinclair (10)                |
| 2013                | Will Johnson                         | Christine Sinclair (11)                |
| 2014                | Atiba Hutchinson (3)                 | Christine Sinclair (12)                |
| 2015                | Atiba Hutchinson (4)                 | Kadeisha Buchanan                      |
| 2016                | Atiba Hutchinson (5)                 | Christine Sinclair (13)                |
| 2017                | Atiba Hutchinson (6)                 | Kadeisha Buchanan (2)                  |
| 2018                | Alphonso Davies (1)                  | Christine Sinclair (14)                |
| 2019                | Jonathan David (1)                   | Ashley Lawrence (1)                    |
| 2020                | Alphonso Davies (2)                  | Kadeisha Buchanan (3)                  |
| 2021                | Alphonso Davies (3)                  | Jessie Fleming                         |
| 2022                | Alphonso Davies (4)                  | Jessie Fleming (2)                     |
| 2023                | Stephen Eustáquio                    | Jessie Fleming (3)                     |
| 2024                | Jonathan David (2)                   | Vanessa Gilles                         |